# Раджапов, Мамалатып
Мамалатып Раджапов (1906 - ?) — мастер комплексной бригады по добыче нефти нефтепромысла «Чимион» Ферганского совнархоза, Герой Социалистического Труда (19.03.1959).
В 1932 году принят на нефтепромысел «Чимион» треста (производственного объединения) «Фергананефтегаз». Работал подсобником, через несколько лет назначен мастером комплексной бригады по добыче нефти.
В конце 1930-х гг. один из инициаторов стахановского движения на своём предприятии. Во время войны — участник трудового фронта, награждён медалью «За доблестный труд».
Указом от 19.03.1959 присвоено звание Героя Социалистического Труда. Должность на тот период — мастер комплексной бригады по добыче нефти нефтепромысла «Чимион» Ферганского совнархоза. Награждён орденами и медалями.
С 1961 г. на пенсии.
Избирался депутатом Ферганского районного Совета народных депутатов. 